# Evangelische Kirche Scharnstein

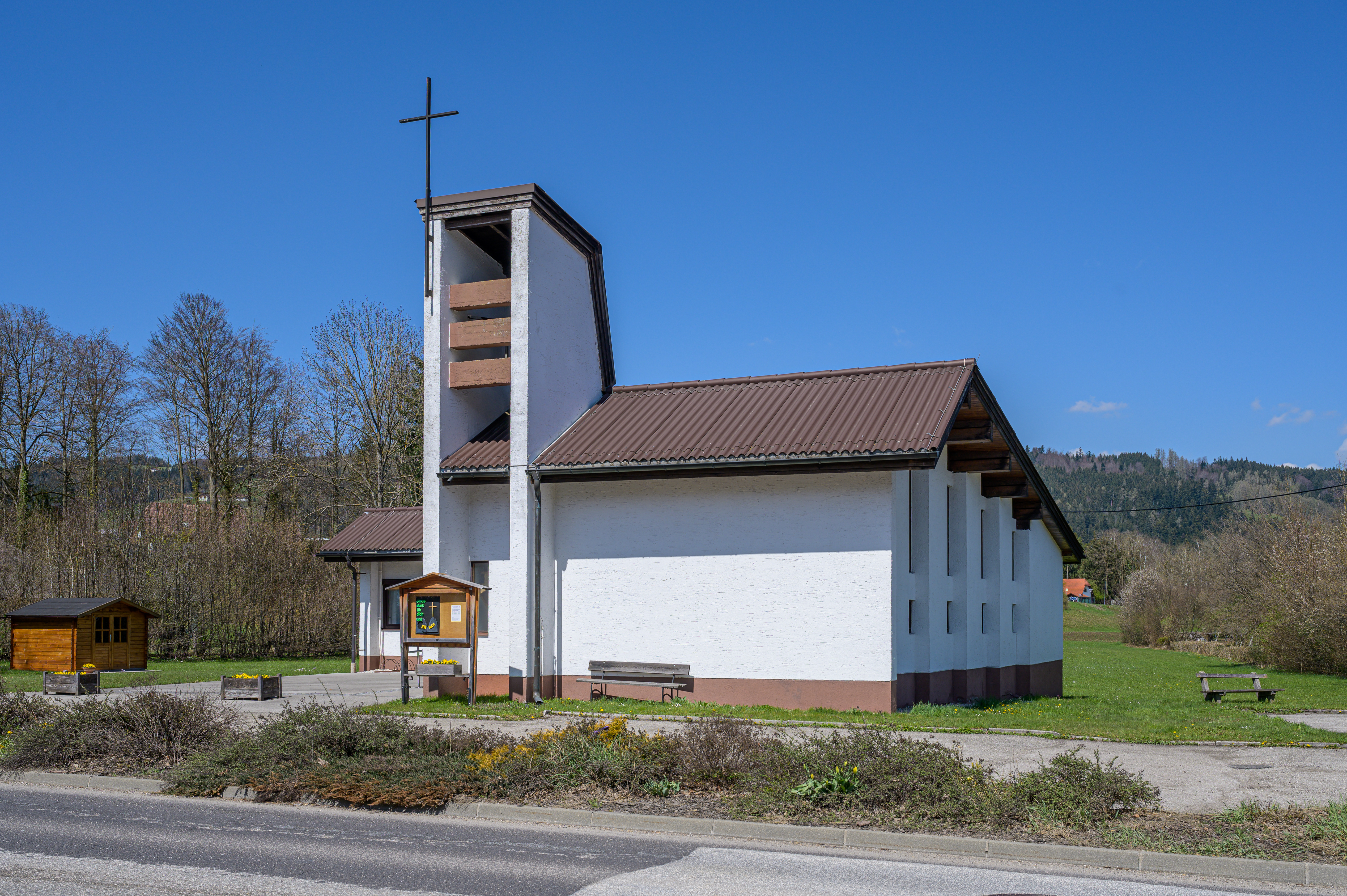
Die Evangelische Kirche in Scharnstein

Die Evangelische Kirche Scharnstein in der Marktgemeinde Scharnstein in Oberösterreich stammt aus den Jahren 1965–1966. Die Kirche ist kirchenrechtlich eine Predigtstation, das entspricht in etwa einer Filialkirche. Scharnstein ist in den Pfarrsprengel der Evangelischen Pfarrkirche Gmunden eingegliedert. Die Pfarrgemeinde ist Teil der Evangelischen Kirche A.B. in Österreich und gehört zur Evangelischen Superintendentur Oberösterreich. Die Kirche von Scharnstein wird auch Heilig-Geist-Kirche genannt.

## Die evangelische Kirche
Die Grundsteinlegung erfolgte am 4. Juli 1965. Die Einweihung der Heilig-Geist-Kirche durch Superintendent Leopold Temmel erfolgte nach rund einjähriger Bauzeit am 24. Juli 1966. Der Sakralbau ist in schlichten Formen gehalten und besitzt einen kleinen Glockenturm mit Turmkreuz.

## Geschichte der evangelischen Gemeinde
Das Gebiet um Scharnstein und Viechtwang blieb auch während der Reformation überwiegend katholisch, trotzdem waren durch das Adelsgeschlecht der Jörger von Tollet in den Jahren 1585–1622 Prädikanten an der Schlosskapelle von Schloss Scharnstein eingesetzt. Ab 1625 kam das Schloss an das Stift Kremsmünster. Das durch Kaiser Joseph II. erlassene Toleranzpatent von 1781 erlaubte die Wiedererrichtung evangelischer Pfarrgemeinden in den habsburgischen Landen. Im heutigen Österreich wurden bis 1795 insgesamt 48 Toleranzgemeinden geschaffen. Im Raum Scharnstein waren zu dieser Zeit kaum mehr Protestanten. 
Seit 1870 gehört das Gebiet zur evangelischen Pfarre Gmunden. Im Jahr 1905 begründeten evangelische Diakonissinnen in Scharnstein ein Erholungsheim, die Villa „Vor Anker“. Seit 1920 wurden in der Villa regelmäßige evangelische Gottesdienste abgehalten. 1963 erfolgte die Planung einer kleinen Kirche durch Architekt Keller aus Süssen und 1966 die Einweihung des Kirchengebäudes. Der Standort der Heilig-Geist-Kirche ist gegenüber der oben genannten Villa, direkt an der B 120 Scharnsteiner Straße.
Die evangelische Kirche von Scharnstein verfügt als Predigtstation über keinen selbständigen Pfarrer, sondern wird durch den Seelsorger der Pfarrkirche Gmunden mit betreut.

## Demographische Besonderheit im Bezirk Gmunden
Der Bezirk Gmunden besitzt die höchste Dichte an evangelischen Sakralbauten im Bundesland Oberösterreich. Von den 20 politischen Gemeinden verfügen über die Hälfte über ein evangelisches Kirchengebäude. Es stehen sieben evangelische Kirchen im Gerichtsbezirk Bad Ischl und vier Kirchen im Gerichtsbezirk Gmunden.